# Інформаційні процеси
Інформаційні процеси — дії щодо отримання, збереження, зміни, у тому числі стану/подання та передавання інформації, поданої у вигляді сигналів або даних(символів, зображень, звуків, тощо). Інформаційні процеси передбачають обмін даними між компонентами інформаційної системи. Під час інформаційного процесу дані можуть перетворюватись з одного виду в інший за допомогою певних методів.
Інформаційні процеси притаманні як біологічним організмам, так і автоматизованим обчислювальним системам. Одним із основних критеріїв розвитку суспільства було саме вдосконалення інформаційних процесів, адже мистецтво, релігія, писемність, шифрування, друкарство, авторське право, телеграф, радіоелектроніка, комп'ютери, інтернет — це лише способи роботи з інформацією, винайдені людством за час свого існування.
У залежності від контексту до інформаційних процесів відносять:
- збирання, пошук, опрацювання, подання, збереження, передачу, захист та використання інформації;
- створення, збирання, збереження, опрацювання, відображення, передавання, розповсюдження, використання, захист, знищення інформації;
- отримання, створення, збирання, опрацювання, накопичення, зберігання, пошук, розповсюдження та використання інформації;
- збирання, опрацювання, створення, збереження та передачу інформації.

В автоматизованих обчислювальних системах розрізняють отримання, опрацювання, збереження, передачу та подання інформації, які здійснюються окремими компонентами системи.

## Основні інформаційні процеси

### Збирання інформації
Знаходження та збирання первинної інформації, отримання її з її «середовища». Отримана в результаті збору інформація може бути використана різними обробниками з різною метою. Так археологи, проводячи розкопки збирають всі знайдені ними предмети, які здадуться їм цікавими, але лише після ретельного аналізу вони перетворяться на певні наукові дані, причому підсумок аналізу може виявитися абсолютно несподіваним, а також крім уламків стародавніх глеків можуть бути виявлені поклади корисних копалин.

### Пошук інформації
Знаходження конкретної інформації щодо певного питання з конкретною метою з конкретних джерел. При цьому пошук відбувається серед раніше зібраної та можливо обробленої інформації, а не із «середовища». Для пошуку переважно використовуються різні бази даних (місця зберігання інформації), у тому числі і запити пошукових систем мережі Інтернет.

### Опрацювання інформації
Сукупність дій спрямованих перетворення вхідної інформації на нову, виконаних за певними правилами. Ймовірно, найважливіший і складний інформаційний процес. Хоча, іноді в суспільстві може бути складно відрізнити його від інших, наприклад від подання інформації, але обробка інформації завжди має завдання добитися чогось нового від вже існуючої інформації, фактично створити новий інформаційний об'єкт. Письменник, що записує свої думки на папір фактично веде уявлення інформації, але обробка пройшла в його мозку трохи раніше — зі своїх знань, досвіду та емоцій він створив слова, які в результаті представив у вигляді тексту.

### Подання інформації
Зміна вихідної інформації на вигляд зручний та актуальний для її використання в поточній ситуації. Найчастіше зустрічається в інформатиці — у пам'яті комп'ютера вся інформація зберігатиметься у вигляді двійкового коду, але користувачеві представляється у вигляді графічних даних або звуків. Але й людина дуже часто подає інформацію, наприклад, у вигляді складання картотек із розрізнених документів, перекладаючи іноземні тексти або граючи музику за нотами на папері.

### Збереження інформації
Збереження інформації — фіксація інформації на матеріальному носію у вигляді позначок або сигналів будь-якої фізичної природи, найбільш широко використовуваний інформаційний процес. Воно може відбуватись у обчислювальних машинах (пристрої пам'яті), так і у біологічних об'єктах (у вигляді нервових імпульсів у нейронах або генетична інформація у вигляді геному). Зберігання інформації поділяється на два основні види — довготривале та короткочасне. Для зберігання інформації використовують середовища та дії, які надають можливість повторного використання збереженої інформації. будь-які дії для того.
Ефективність цього кроку безпосередньо залежить від використовуваних методів та технологій — чим краща технологія, тим надійніше збережена інформація. У деяких ситуаціях цей крок може бути виключений із алгоритму, але в такому разі обов'язково виконується інший — комунікаційний процес(передача інформації), хоча інформація все одно хоча б якийсь час, але зберігається на деяких носіях. Навіть радіоприймач, який лише приймає сигнал (отримання) та інтерпретує його в звук (обробка), якийсь час «зберігає» інформацію у вигляді електричних імпульсів на своїх схемах.

### Передача інформації
Передача інформації — передавання інформації іншим суб'єктам. Практично кожен інформаційний процес має на увазі під собою передачу отриманої інформації людині або обчислювальній машина для її подальшого використання. У деяких ситуаціях процес передачі інформації може бути не помітний, як передача даних між компонентами процесора або передача нервових імпульсів нейронами.
Схема передачі інформації (у загальному вигляді): джерело інформації — канал передачі — приймач інформації.
Джерелом інформації можуть бути природні об'єкти (планети, зірки, люди, тварини, рослини, поля, луки, ліси, гори…), книжки, газети, журнали, малюнки, наукові експерименти, конструкторські розробки, випробування нових матеріалів і приладів тощо.
Каналами передачі може бути будь-яка матерія або поле: електромагнітні поля (радіосигнали, світло, тощо), електропровідники (передача електричних сигналів), пружні середовища (передача звукових, інфра- та ультра-звукових сигналів), вакуум або матеріальне середовище (розповсюдження елементарних частинок, тощо). Для передачі інформації на значні відстані використовують технічні досягнення: телефон, телетайп (передача текстів), телефакс (передача зображень документів), модем (передача комп'ютерних сигналів).
Приймачами (споживачами) інформації можуть бути люди, тварини, рослини, різного роду знаряддя і машини.

### Захист інформації
Будь-які дії, які використовують додаткові засоби для захисту інформації від використання іншою стороною. Захист інформації актуальний лише у складних інформаційних системах з багатьма учасниками, зважаючи на туго, що вона потрібна виключно для того, щоб не дати небажаному елементу скористатися якоюсь інформацією. Фактично єдиний спосіб захисту це шифрування тієї чи іншої роду. Приховування інформації було б неправильно називати способом її захисту, оскільки прихована інформація не вимагає захисту, бо бере участь у жодному процесі.

### Використання інформації
Найоб'ємніший інформаційний процес, результатом якого є обґрунтоване прийняття рішень у різних видах людської діяльності.

## Інформаційні процеси в обчислювальних системах

### Отримання інформації
Отримання інформації(введення даних) — перетворення зовнішніх сигналів від пристроїв введення у набір даних, доступних для опрацювання.

### Опрацювання інформації
Опрацювання інформації — перетворення вхідних даних за певними правилами та/або прийняття рішень на основі вхідних даних.

### Зберігання інформації
Зберігання інформації — запис (фіксація) даних на матеріальному носію.

### Передавання інформації
Передавання інформації — обмін інформацією між компонентами інформаційної системи або користувачами.

### Подання інформації
Подання або виведення інформації — представлення у формі, доступній для інтерпретації користувачем.